# Amerikaanse klapekster
De Amerikaanse klapekster (Lanius ludovicianus) is een zangvogel uit de familie Laniidae (klauwieren).

## Verspreiding en leefgebied
Deze soort komt wijdverspreid voor in Noord- en Midden-Amerika en telt zeven ondersoorten:
- L. l. excubitorides: centraal Canada, centrale en westelijke Verenigde Staten.
- L. l. migrans: oostelijk Noord-Amerika.
- L. l. ludovicianus: kusten van de zuidoostelijke Verenigde Staten.
- L. l. anthonyi: Channel Islands  (bij zuidelijk Californië).
- L. l. mearnsi: San Clemente (bij zuidelijk Californië).
- L. l. grinnelli: uiterste zuiden van Californië en noordelijk Baja California (noordwestelijk Mexico).
- L. l. mexicanus: westelijk en centraal Mexico, zuidelijk Baja California.

## Status
De grootte van de populatie is in 2019 geschat op 7 miljoen volwassen vogels. Aangenomen wordt dat de aantallen snel achteruitgaan. Op de Rode lijst van de IUCN heeft deze soort daarom de status gevoelig.